# Onobrychis splendida
Onobrychis splendida är en ärtväxtart som beskrevs av Karl Heinz Rechinger och Dieter Podlech. Onobrychis splendida ingår i släktet esparsetter, och familjen ärtväxter. Inga underarter finns listade i Catalogue of Life.